# Język mundżański
Język mundżański (mundżi, mundżani) – język Mundżanu, tj. górnej części doliny rzeki Kokcza w północno-wschodnim Afganistanie, w prowincji Badachszan, należący do grupy języków pamirskich.

## Dialekty
- północny mundżi
- środkowy mundżi
- południowy mundżi
- mamalgha mundżi